# Hypsicera parca
Hypsicera parca là một loài tò vò trong họ Ichneumonidae.